# Wszystkie chwile
Wszystkie chwile – debiutancki album studyjny Magma wydany w 1996 roku. Album promuje utwór pod tym samym tytułem. Większość utworów albumu odtworzono w filmie Macieja Dutkiewicza pt. Nocne graffiti.

## Lista utworów
| CD 1: 1. Wszystkie chwile (5:40) 2. Jechać przed siebie (3:23) 3. Nasz grzech (3:55) 4. Wyspy (3:26) 5. Kochać i pragnąć (5:27) |  | CD 2: 1. Noc i dzień (4:19) 2. Wróćmy nad jeziora (4:09) 3. Niebezpieczny związek (3:54) 4. Senna łąka (4:21) 5. Kochać i pragnąć (instrumentalnie) (4:53) |

## Twórcy
- Wokal: Marcin Klimczak
- Perkusja: Dariusz Krupicz
- Gitara basowa: Piotr Kubiaczyk
- Gitara: Tomasz Lipert
- Skrzypce: Krzysztof Maciejowski

### Gościnnie
- Wokal Beata Bednarz
- Saksofon Robert Chojnacki, Grzegorz Piotrowski
- Puzon: Andrzej Rękas
- Trąbka: Jerzy Szarecki